# Séléniure d'argent(I)
Le séléniure d'argent(I) est un composé qu'on trouve dans le minéral naumannite.